# Casefabre
Casefabre es una localidad  y comuna francesa, situada en el departamento de Pirineos Orientales, en la región de Languedoc-Rosellón y comarca histórica del Rosellón.

## Geografía

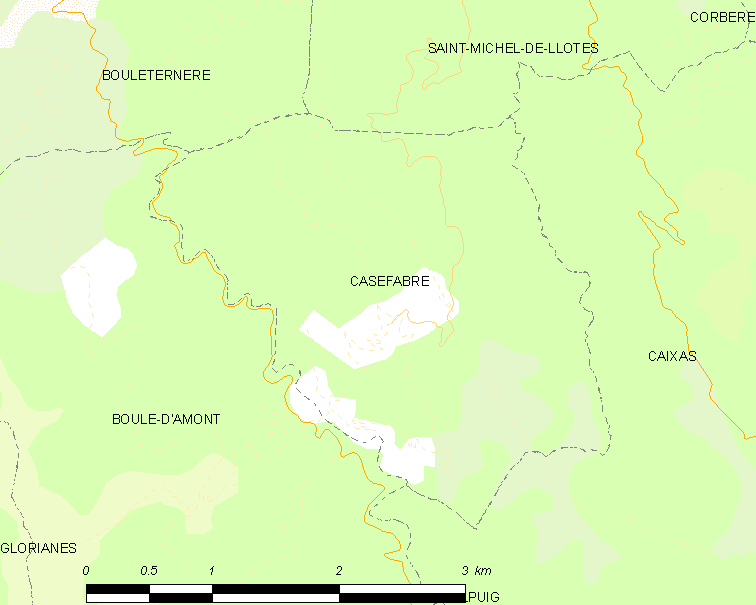
Situación de Casefabre

## Demografía
| 29 | 30 | 31 | 26 | 30 | 34 |
| Para los censos de 1962 a 1999 la población legal corresponde a la población sin duplicidades (Fuente: INSEE [Consultar]) |    |    |    |    |    |